# Линдберг, Ярмо
Я́рмо И́лмари Ли́ндберг (фин. Jarmo Ilmari Lindberg; род. 10 июня 1959, Оулу) — финский генерал; командующий Силами обороны Финляндии (2014—2019).

## Биография
Родился 10 июня 1959 года в Оулу, в Финляндии. Военный лётчик.
Занимал должность начальника финансового отдела Оборонительных сил. С 1 августа 2008 по 29 февраля 2012 года служил командующим ВВС Финляндии. С 2012 по 2014 годы работал начальником отдела логистики Оборонительных сил.
6 марта 2014 года Госсовет Финляндии принял решение о назначении Линдберга на должность командующего Силами обороны Финляндии; 7 марта президент Саули Нийнистё утвердил решение. 1 августа 2014 года Линдберг вступил в должность командующего Оборонительными силами Финляндии, сменив на этом посту вышедшего на пенсию генерала Ари Пухелойнена. 21 января 2019 года заявил, что не будет подавать заявления на продление срока своих полномочий.
1 августа 2019 года на этом посту его сменил генерал Тимо Кивинен.

## Семья
Женат. Три дочери.

## Награды
- Медаль Военных заслуг
- Кавалер Большого креста ордена Белой розы
- Орден Креста Свободы 1 класса
- Командор 1 класса ордена Полярной звезды (Швеция, 19 марта 2018 года)